# Arpat Avanesjan
Arpat Avanesjan (armenisch Արպատ Ավանեսյան, russisch Арпат Санджанович Аванесян; * 2. Januar 1944 in Tschartar, Provinz Martuni) ist ein armenischer Politiker der Republik Arzach.

## Leben
1960 beendete Avanesjan seine Schulausbildung in dem Dorf Tschartar. Es folgte ein Studium an der Abteilung für Strahlenphysik und Elektronik der physikalischen Fakultät an der Staatlichen Universität Jerewan, das er 1966 beendete. Von 1965 bis 1968 war er am gleichen Institut als wissenschaftlicher Assistent tätig.
Von 1965 bis 1968 war er als wissenschaftlicher Assistent Ingenieur am Institut für Strahlenphysik und Elektronik der Nationalen Akademie der Wissenschaften tätig. Im Jahre 1968 wurde er Assistent auf dem Lehrstuhl für Atomphysik im Staatlichen Institut für Architektur und Bauwesen Jerewan.
Nach einem Aufbaustudium und der Einreichung der Dissertation hat Avanesjan 1981 den akademischen Grad „Kandidat der technischen Wissenschaften“ und im Jahre 1983 den Rang eines Dozenten erworben. 1990 wurde er zum Direktor der polytechnischen Abteilung in der Niederlassung des Staatlichen Instituts für Architektur und Bauwesen in Stepanakert bestimmt. Bereits im Jahr darauf wurde er Rektor dieser Niederlassung und ein weiteres Jahr später der erste Rektor der Bergkarabacher Staatlichen Universität (später Arzacher Staatliche Universität).
Ab Juli 1994 war er als Dozent des Lehrstuhls für Physik an der Arzacher Staatlichen Universität und ab Oktober 2004 als Lehrstuhlleiter tätig. Er ist seit 2005 Vollmitglied der Armenischen Akademie für pädagogische und psychologische Wissenschaften und Ehrendoktor zahlreicher Universitäten.
Avanesjan ist Autor von über 20 eigenständigen Publikationen sowie zahlreichen wissenschaftlichen Artikeln.

## Politik
Arpat Avanesjan ist Mitbegründer der Partei „Freie Heimat“ (armenisch Ազատ Հայրենիք (Asat Hajreniq)) und seit 29. Januar 2005 deren Vizepräsident. Seit 19. April 2006 ist er Mitglied des Präsidiums. Bei den Wahlen zur vierten Nationalversammlung am 19. Juni 2005 wurde er nach Verhältniswahl über die Wahlliste der Partei zum Abgeordneten gewählt. In der folgenden Legislaturperiode war er Vorsitzender des ständigen Ausschusses der Nationalversammlung für soziale Fragen.
Bei den Wahlen zur fünften Nationalversammlung am 23. Mai 2010 wurde er nach Mehrheitssystem im Wahlbezirk 13 (Stepanakert) erneut als Abgeordneter gewählt. Am 10. Juni 2010 wurde er während der ersten Tagung des Nationalrates zum Vorsitzenden des ständigen Ausschusses für Haushalt, Finanzen und wirtschaftliche Fragen gewählt.

## Privates und Ehrungen
Arpat Avanesjan ist Präsident der nationalen Schachföderation der Republik Bergkarabach. Er wurde mit dem Mesrop-Maschtoz-Orden, dem Mowses-Chorenazi-Orden und weiteren Orden und Medaillen ausgezeichnet.
Avanesjan ist verheiratet und hat drei Kinder.